# Stiretrus anchorago
Stiretrus anchorago är en insektsart som först beskrevs av Fabricius 1775.  Stiretrus anchorago ingår i släktet Stiretrus och familjen bärfisar.

## Underarter
Arten delas in i följande underarter:
- S. a. anchorago
- S. a. diana
- S. a. fimbriatus
- S. a. personatus
- S. a. violaceus

## Bildgalleri

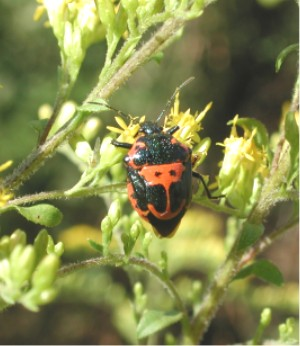